# Nick Pickard
Nicholas Pickard, detto Nick (27 maggio 1975), è un attore britannico.
Dal 1995 interpreta il personaggio di Tony Hutchinson nella soap opera Hollyoaks. Ha esordito da ragazzo nel film Mio in the Land of Faraway come protagonista. Ha avuto un ruolo secondario nella soap EastEnders nel 1994. Inoltre appare in alcuni videoclip musicali tra cui quello di Almost Unreal dei Roxette.